# New Super Mario Bros. 2
New Super Mario Bros. 2 (яп. New スーパーマリオブラザーズ 2) — компьютерная игра формата сайд-скроллер в жанре платформер, разработанная Nintendo и вышедшая в 2012 году на портативной игровой приставке Nintendo 3DS. Игра является прямым сиквелом игры New Super Mario Bros. 2006 года для приставки Nintendo DS, а также первой игрой, опубликованной Nintendo одновременно в цифровой и физической форме.
Сюжет игры похож на предыдущие игры, сосредотачиваясь на усилиях Марио и Луиджи по спасению Принцессы Пич из плена Боузера и его прихвостней, «купалингов». Игра New Super Mario Bros. 2 в большей степени направлена на сбор монет, нежели другие игры о Марио, в том числе благодаря обилию особых предметов, предназначенных для получения большого количества монет. В игре представлен особый режим Coin Rush, в котором игрок должен быстро завершить ряд этапов, собрав при этом как можно больше монет. Вскоре после выхода игры появилась возможность приобретать дополнительные уровни для Coin Rush в виде загружаемого контента.
New Super Mario Bros. 2 состоит из 9 миров, из которых 6 являются главными, а 3 особыми. В общей сложности игра состоит из 85 уровней, многие из которых имеют множество выходов, позволяющих разблокировать дополнительные игровые области.
Игра получила в целом положительные рецензии. В качестве положительного аспекта игры критики в основном отметили дизайн уровней, в то же время в качестве отрицательного момента называлось большое сходство с ранее вышедшими играми цикла New Super Mario Bros. Игра New Super Mario Bros. 2 стала пятой игрой Nintendo по продажам, которые составили 11,7 млн копий к 30 сентября 2017.

## Геймплей
Подобно предыдущим версиям, игра New Super Mario Bros. 2 является двумерным платформером. Тем не менее, некоторые персонажи и объекты отображаются в трёхмерном полигональном виде поверх двумерных задних планов, что создаёт своеобразный эффект псевдотрёхмерности (также имеющийся в New Super Mario Bros.), что визуально походит на трёхмерную графику. Стиль геймплея похож на предыдущие игры и представляет собой сайд-скроллер в жанре платформер о том как Марио и Луиджи спасают Принцессу Пич из плена Боузера и его прихвостней, «купалингов». Помимо использования таких бонусов из предыдущей игры как Mini Mushroom и Mega Mushroom (малый и большой грибы), в игру возвращён Super Leaf из Super Mario Bros. 3, который позволяет игроку атаковать врагов ударом хвоста, а также летать по воздуху.. Так же, как и в Super Mario 3D Land, предоставляется бонус Invincibility Leaf в случае, если игрок потратил не менее 5 жизней на любом из уровней, не связанных с пушками. Эффект Invincibility Leaf состоит из всех способностей енота, а также неуязвимости до завершения уровня. Сюжет игры учитывает особенности многопользовательской игры: в этом режиме два игрока (каждый из которых должен обладать приставкой Nintendo 3DS и копией игры) играют совместно, управляя одновременно Марио и Луиджи. Как и в предыдущих играх, игрок может собирать монеты Star Coin, спрятанные на каждом уровне, которые можно потратить, чтобы разблокировать дополнительные области на общей карте мира.
В игре сделан сильный акцент на собирание золотых монет, имеется множество предметов, предназначенных для создания большого числа монет. Среди таких предметов Gold Flower (золотой цветок), превращающий блоки в монеты, кольца, на время превращающие в монеты врагов, а также маска, создающая монеты во время бега Марио. Игра ведёт учёт всех собранных монет и отражает их общее количество на титульном экране и на общей карте мира. Если игрок включил в настройках игры SpotPass, это количество может быть загружено в Nintendo Network и будет учтено в количестве монет, когда-либо собранных игроками во всем мире.
Помимо собственно игры, в New Super Mario Bros. 2 представлен также режим Coin Rush, который становится доступным после завершения игроком одного уровня. В этом режиме на случайных уровнях игроки пытаются собрать максимально возможное количество монет, при этом монеты Star Coins и Moon Coins прибавляют несколько монет к результату игрока. Однако, имеются ограничения: игроку даётся всего одна жизнь, а время на каждом уровне ограничено от 50 до 100 с. Также в этом режиме грибы 1-up Mushrooms (увеличивающие количество жизней игрока на 1) заменяются на Gold Mushrooms («золотые» грибы). При прохождении игроком контрольных точек или получении бонуса «секундомер», игрок получает дополнительное время. В случае, если игрок завершает уровень посредством прыжка на флаг, количество собранных монет удваивается. Когда игрок заканчивает попытку, общее количество полученных монет можно сохранить в таблицу рекордов игрока, а также передать на сервер через StreetPass, где с ним смогут посоревноваться другие игроки. Дополнительные «пакеты уровней» для этого режима можно приобрести посредством загружаемого контента.

## Разработка
В ноябре 2010 года Сигэру Миямото заявил, что для приставки Nintendo 3DS в то время находились в разработке две игры о Марио, обе сайд-скроллеры и обе с трёхмерной графикой. В конце января 2012 года, после выхода Super Mario 3D Land президент Nintendo Сатору Ивата на встрече с инвесторами анонсировал выход неназванной двумерной игры в серии Super Mario. Он описал её как «совершенно новый экшн сайд-скроллер в 2D Super Mario, создающийся, чтобы стать ключевым продуктом для Nintendo 3DS». Nintendo запланировала выход игры «в следующем финансовом году», который начинался с апреля 2012 и длился до марта 2013. Впоследствии дата выхода была назначена на 17 августа 2012 в Европе и на 19 августа 2012 в Северной Америке.
О разработке игры New Super Mario Bros. 2, прямого сиквела New Super Mario Bros., было объявлено 21 апреля 2012 года на событии Nintendo Direct, в ходе которого был указан предварительный срок выхода игры — август 2012 года в Японии, Северной Америке, Европе и Австралии. Nintento отметили, что игра создана «в основном для создания геймплея „подними и играй“», который подходит для игроков с любым уровнем мастерства. Игра стала первым розничным продуктом для 3DS, ставшим доступным для загрузки через Nintendo eShop в день начала продаж. Первые три «пакета уровней» для режима Coin Rush стали доступными для загрузки в Японии и Европе 2 октября 2012 и 4 октября 2012 в Северной Америке. Количество доступных для загрузки дополнений впоследствии было увеличено, часть из них была приурочена к тем или иным событиям. Например, по случаю сбора игроками 300 млрд монет 27 ноября 2012 года был выпущен пакет Gold Classics Pack, который оставался доступным для загрузки вплоть до конца января 2014. В том же 2014 году эксклюзивно для распродажи «Чёрная пятница» торговой сети Wal-Mart была выпущена специальная версия игры New Super Mario Bros. 2: Gold Edition со всеми вышедшими на тот момент пакетами DLC, которая поставлялась как часть комплекта приставки Nintendo 3DS.
Саундтрек к игре написан Кэнтой Нагатой, композитором музыки к игре Mario Kart, однако значительная её часть основана на саундтреке к игре New Super Mario Bros. Wii за авторством Сихо Фудзи, Рё Нагамацу и самого Кэнты Нагаты.

## В других играх
В игре Super Smash Bros. for Nintendo 3DS и Wii U присутствует уровень под названием Golden Plains, основанный на этапе из игры New Super Mario Bros. 2. При игре на нём, если игрок соберёт 100 монет, персонаж станет золотистого цвета, а его сила атаки и сопротивление ударам увеличатся.

## Критика
| Сводный рейтинг    | Сводный рейтинг |
| Агрегатор          | Оценка          |
| ------------------ | --------------- |
| GameRankings       | 78,40 %         |
| Metacritic         | 78/100          |
| Иноязычные издания |                 |
| Издание            | Оценка          |
| 1UP.com            | B               |
| CVG                | 8/10            |
| Destructoid        | 7/10            |
| EGM                | 9/10            |
| Famitsu            | 36/40           |
| G4                 | 4/5             |
| GameSpot           | 7/10            |
| IGN                | 8,5/10          |
| Nintendo Life      | [ 33 ]          |
| ONM                | 90 %            |
| Polygon            | 7/10            |
| Forbes             | 8/10            |

Игра получила в целом положительные оценки. Её рейтинг на агрегаторах составляет 78,40 % на GameRankings и 78/100 на Metacritic. От издания Famitsu игра получила рейтинг 36/40, причем каждый из четырёх редакторов выставил оценку 9. Electronic Gaming Monthly оценил игру в 9/10, отметив: «Это платформенное превосходство — именно то, из-за чего играть в игры о Марио столь весело и, в связи с этим, New Super Mario Bros. 2, определённо, преуспел со своим набором секретов, коллекционных предметов, и разветвлённых путей, которые отрываются в зависимости от того, как вы проходите игру.» NintendoLife оценил игру в 9 звезд из 10 со следующим комментарием: «В неё очень весело играть, все благодаря блестящему дизайну уровней и возможностям повторной игры, что может стать причиной не выпускать свою 3DS из рук неделями.»
Official Nintendo Magazine поставил игре 90 % из 100, однако в издании сильно раскритиковали трёхмерные эффекты и отсутствие развития в серии игр о братьях Марио: «Лучшим определением для New Super Mario Bros. 2 будет слово „кисло-сладкий“, игра одной рукой даёт вам что-то, и тут же другой забирает. В целом, это лучший платформер на 3DS в данный момент и, да, он даже лучше оригинальной New Super Mario Bros. Однако, с того времени прошло шесть лет, и все это время мы ждали, что серия пойдёт несколько дальше, нежели трёхмерные эффекты и режим Coin Rush.»
Том Сайкс (Tom Sykes) из Nintendo Gamer выставил игре оценку в 80 из 100, похвалив за новые функции, при этом его критика была аналогична ранее рассмотренной: «Это хороший двумерный платформер, но ему не достаёт живительной творческой искры, которая делает просто хороший двумерный платформер классикой. Мы ожидали чего-то большего, нежели прямой сиквел основной серии игр о Марио, ведь в текущем поколении у нас по-настоящему не было ни одной. Определённо, это — разочарование, и, главное, очередная игра NSMB — это плохо. С этим навязчивым собиранием монет играется NSMB2 не так как предшественник, но этого недостаточно, чтобы проявить своеобразие. Однако, это хорошая добавка к оригинальной игре на DS и, вероятно, она задержится в вашем 3DS на какое-то время.»
По состоянию на сентябрь 2017 года в мире было продано 11,7 млн копий New Super Mario Bros. 2.
Игра New Super Mario Bros. 2 была номинирована на 10-х ежегодную премию Spike Video Game Awards в категории Best Handheld Game (лучшая игра на портативной игровой приставке).